# Szygi
Szygi (prononciation : [ˈʂɨɡi]) est un village polonais de la gmina de Różan dans le powiat de Maków de la voïvodie de Mazovie dans le centre-est de la Pologne.
Il se situe à environ 5 kilomètres au nord-ouest de Różan (siège de la gmina), 18 km à l'est de Maków Mazowiecki (siège du powiat) et à 82 km au nord de Varsovie (capitale de la Pologne).

## Histoire
De 1975 à 1998, le village appartenait administrativement à la voïvodie d'Ostrołęka.